# América Dourada
América Dourada is een gemeente in de Braziliaanse deelstaat Bahia. De gemeente telt 16.787 inwoners (schatting 2009).

## Aangrenzende gemeenten
De gemeente grenst aan Cafarnaum, Irecê, João Dourado, Lapão en Morro do Chapéu.